# Chris Corner
Christopher Anthony Corner, född 23 januari 1974 i Middlesbrough, Cleveland, är en brittisk sångare och låtskrivare. Han har varit med i bandet Sneaker Pimps, men slutade i det för att gå solo under namnet IAMX.